# کوجی تاماکی
کوجی تاماکی (انگلیسی: Kōji Tamaki؛ زادهٔ ۱۳ سپتامبر ۱۹۵۸) موسیقی‌دان اهل ژاپن است.